# Кюр, Ленни
Ленни Кюр (нидерл. Lenny Kuhr, род. 22 февраля 1950, Эйндховен) — нидерландская певица, победитель конкурса песни Евровидение 1969 года.
Сольную карьеру начала в 1967 году, исполняя композиции в традициях французского шансона. В 1969 одержала победу на конкурсе Евровидение, разделив успех ещё с тремя исполнителями. Песня «De Troubadour», представленная певицей, стала первой авторской песней, победившей на Евровидении, а также двухсотым по порядку номером в истории данных конкурсов, начиная с 1956 года. Кроме того, никто из певцов, побеждавших на конкурсе до Кюр, не аккомпанировал себе на музыкальном инструменте (у Ленни им была гитара).
В начале 1970-х гг. Кюр была более популярна во Франции, чем у себя на родине. В частности, в 1972 году она возглавила французский хит-парад с песней «Jesus Christo» и выступала в шоу-программе Жоржа Брассенса. Наибольшего успеха в Нидерландах Кюр добилась в 1980 году с песней «Visite», записанной совместно с французской группой «les Poppys».
Приняв иудаизм, продолжительное время проживала в Израиле. В 2007 году была награждена нидерландским орденом Оранж-Нассау.

## Дискография
- 1969: De troubadour
- 1971: De zomer achterna
- 1972: Les enfants
- 1972: De wereld waar ik van droom
- 1974: God laat ons vrij
- 1975: 'n Avondje Amsterdam
- 1976: 'n Dag als vandaag
- 1980: Dromentrein
- 1981: Avonturen
- 1982: Oog in oog
- 1983: De beste van Lenny Kuhr
- 1986: Quo vadis
- 1990: Het beste van Lenny Kuhr
- 1990: De blauwe nacht
- 1992: Heilig vuur
- 1994: Altijd heimwee
- 1997: Gebroken stenen
- 1997: Stemmen in de nacht
- 1998: De troubadour
- 1999: Oeverloze liefde
- 2000: Visite
- 2001: Fadista
- 2004: Op de grens van jou en mij
- 2005: Panta Rhei